# Villa medicea di Poggio a Caiano
La Villa medicea di Poggio a Caiano è una delle ville medicee più famose e si trova nel comune di Poggio a Caiano (Prato). Oggi è di proprietà statale e ospita due nuclei museali: uno degli appartamenti storici (piano terra e primo piano) e il Museo della natura morta (secondo piano).
La villa è forse il migliore esempio superstite di architettura commissionata da Lorenzo il Magnifico, in questo caso a Giuliano da Sangallo verso il 1480. Come edificio privato, vi furono sviluppati elementi che fecero poi da modello futuro per la tipologia della ville suburbana: compenetrazione tra interno ed esterno mediante filtri come le logge, distribuzione simmetrica degli ambienti attorno a un salone centrale (spazio "centrifugo"), posizione dominante nel paesaggio, recupero consapevole di elementi architettonici classici (come la volta a botte e il frontone di tempio ionico in facciata).

## Storia

### Quattrocento
La villa è situata al centro di un poggio, ultima propaggine del Montalbano, in una posizione strategica, protesa a promontorio verso il fiume Ombrone e la piana e dominante verso la strada tra Firenze e Pistoia, che qui scavalca la piccola altura.
Fu fatta edificare da Lorenzo de' Medici dopo aver comprato un podere a destinazione rustica da Giovanni Rucellai, il quale a sua volta aveva acquistato quello che allora era un semplice fortilizio, da Palla di Noferi Strozzi, costruito dalla famiglia dei Cancellieri di Pistoia ai primi del Quattrocento.

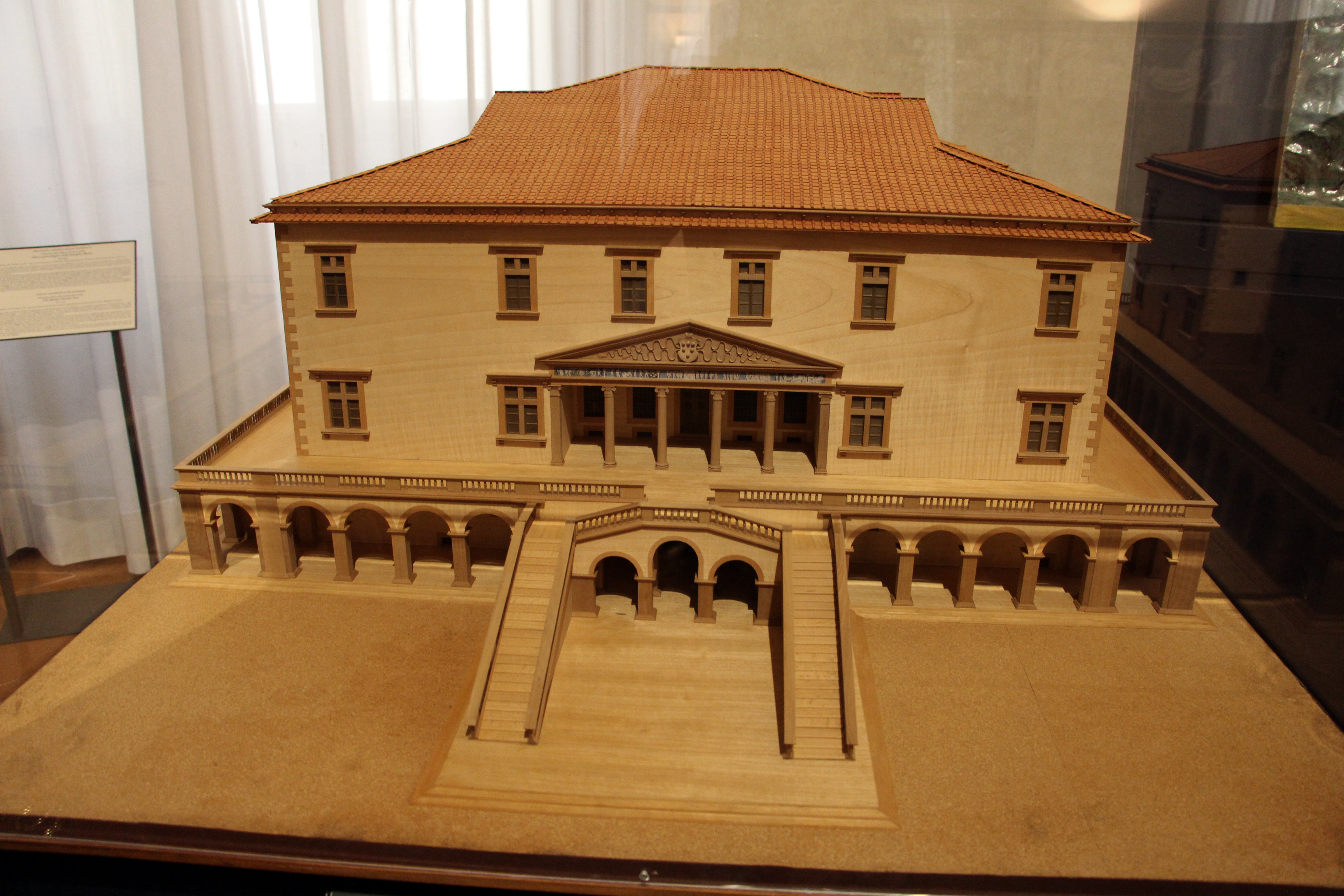
Franco Gizdulich, modello della villa di Poggio a Caiano secondo il progetto originale di Giuliano da Sangallo, conservato in una sala della stessa villa

Dopo un periodo di intensi acquisti fondiari da parte della famiglia Medici, nell'area di Poggio a Caiano e anche sull'altra sponda del fiume Ombrone, presso Tavola, tra il 1470 e il 1474, Lorenzo incaricò Giuliano da Sangallo di realizzare una villa che divenne il prototipo della dimora signorile di campagna nei secoli successivi. Lorenzo infatti, tramite il suo architetto preferito, fu tra i primi a concepire uno spazio agreste in cui il territorio venisse ordinato e plasmato secondo le esigenze dell'armonia; iniziava infatti in quell'epoca a tramontare l'idea della villa-fortezza (come la villa di Careggi, più simile a un castello, realizzata solo trent'anni prima da Michelozzo per Cosimo il Vecchio, il nonno di Lorenzo). Questa nuova attitudine era dovuta sia a questioni politiche, grazie al periodo di pace e stabilità raggiunto dalla politica di Lorenzo, sia filosofiche, secondo gli umanisti che vedevano l'uomo come plasmatore del paesaggio a suo favore, in qualità di "demiurgo" platonico.
Tra le innovazioni originali per l'epoca, si registrarono il porticato al pian terreno (quasi una zona di interconfine tra il paesaggio circostante e la villa), il portico e il frontone classicheggiante al piano nobile e la mancanza di un cortile centrale. Gradualmente la villa si arricchì di opere in un continuum tra architettura, pittura e scultura: risalgono a questo periodo l'affresco di Filippino Lippi sotto la loggia al primo piano e, forse, il frontone in maiolica invetriata attribuito ad Andrea Sansovino (che alcuni storici riferiscono ad una seconda fase costruttiva).
A Giuliano da Sangallo è riferito anche un altro edificio all'interno della grande tenuta; si tratta di una struttura quadrata e bastionata, a corte centrale, denominato “Cascine” che si trova sull'altra sponda dell'Ombrone e che, come centro delle attività agricole, costruito prima della stessa villa, era il suo ideale contrappeso nel complessivo disegno territoriale.
Con la morte di Lorenzo nel 1492 i lavori alla villa erano ancora in gran parte incompiuti e subirono un vero e proprio arresto tra il 1495 e il 1513, a causa dell'esilio dei Medici da Firenze. La villa era completa solo per un terzo, il basamento con il portico già completi e le murature del piano primo giunte al piano d'imposta della volta che doveva coprire il salone centrale.

### Cinquecento

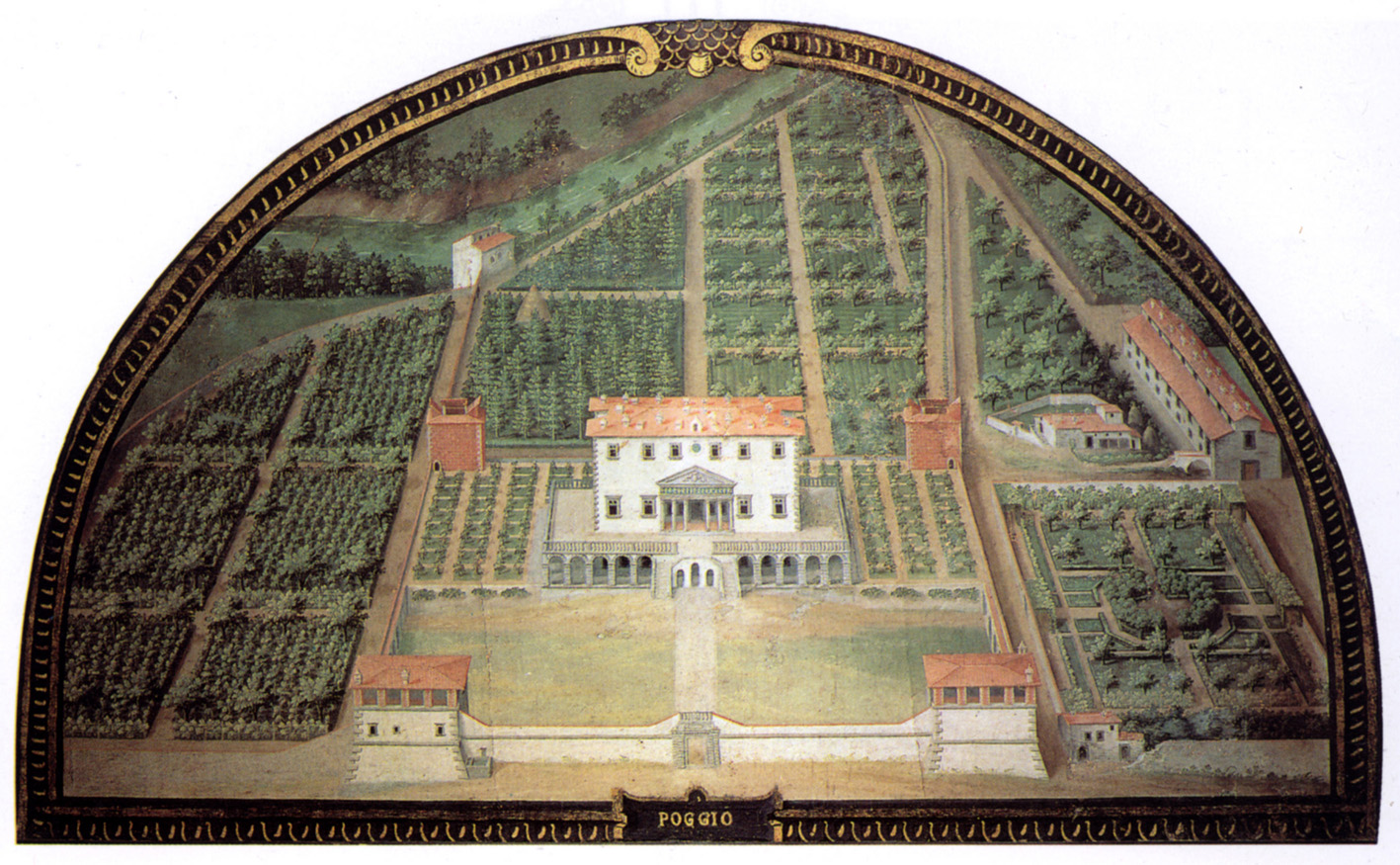
La villa nel 1599, Lunetta di Giusto Utens

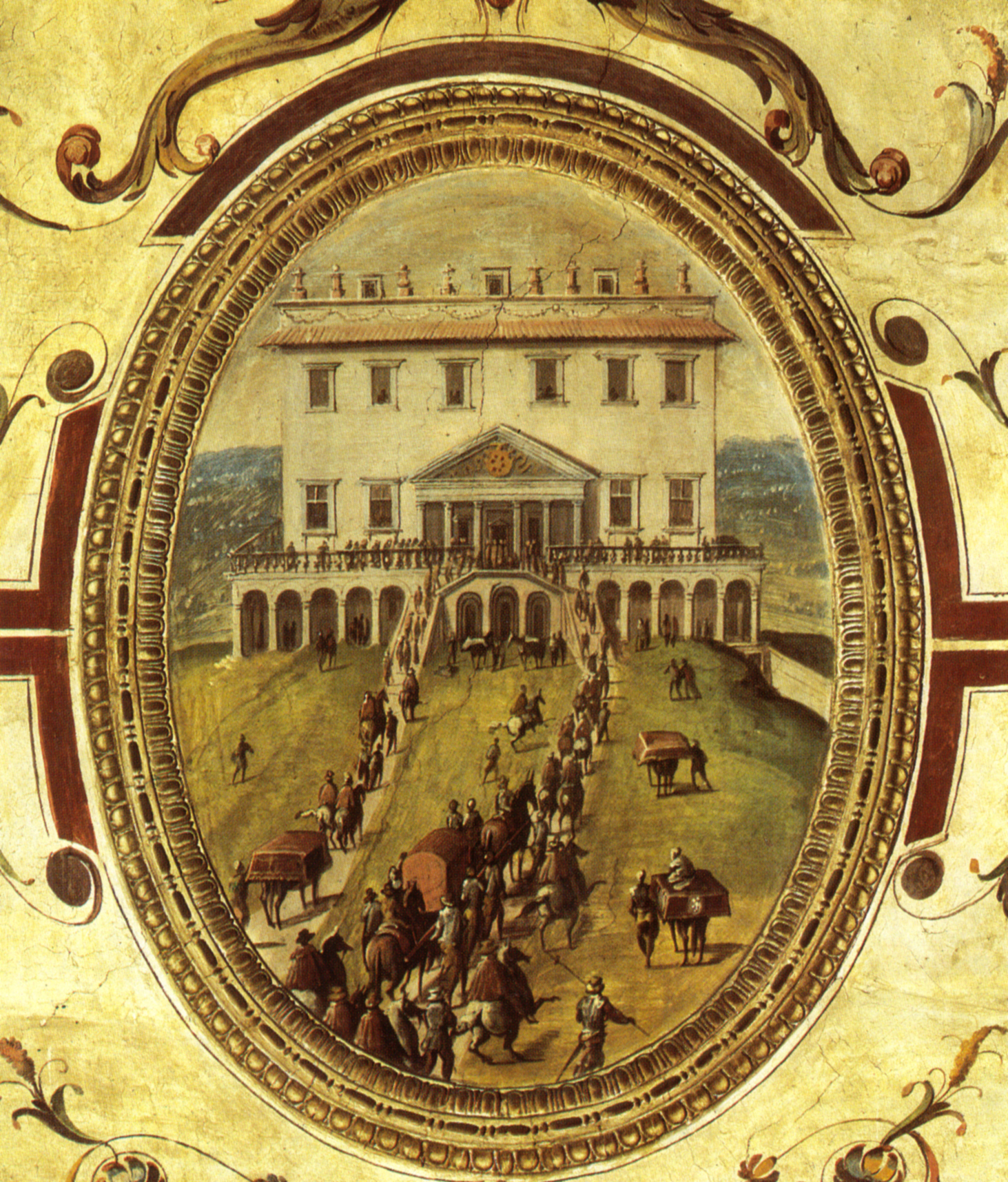
Il corteo di Eleonora di Toledo entra a Poggio a Caiano, affresco di Giovanni Stradano in Palazzo Vecchio

Tra il 1513 e il 1520, dopo il rientro dei Medici, i lavori vennero portati a termine su iniziativa del figlio di Lorenzo il Magnifico, Giovanni, nel frattempo diventato papa Leone X. Giuliano da Sangallo, ormai anziano, poté seguire i lavori solo saltuariamente e fino al 1516, anno della sua morte. I lavori proseguirono però secondo il suo progetto, documentato molto probabilmente anche da un modello ligneo. Venne realizzata la volta del salone centrale al primo piano con lo stemma papale (che da allora fu detto Salone di Leone X), sotto la direzione di Andrea di Cosimo Feltrini e del Franciabigio. La grande copertura a botte aveva preoccupato, fin dall'inizio, i committenti, che per la sua grandezza temevano un crollo, ma fu collaudata dal Sangallo nel suo stesso palazzo fiorentino che stava costruendo, secondo un aneddoto raccontato dal Vasari; inoltre la stessa volta del portico al primo piano della villa, terminata tra il 1492 e il 1494, fece da ulteriore prototipo.
Sempre all'epoca di Leone X vennero iniziati gli affreschi del salone dai più grandi maestri fiorentini dell'epoca: Pontormo, Andrea del Sarto e il Franciabigio stesso. Le pitture vennero concluse circa cinquant'anni dopo da Alessandro Allori, con un ripensamento del progetto originale in chiave più monumentale, dando più spazio alle figure rispetto alle architetture dipinte.
Con Cosimo I ripresero i lavori, concludendo l'edificio principale e realizzando il giardino e i vari annessi sotto la guida di Tribolo e di Davide Fortini.
La villa di Poggio a Caiano rimase da allora una residenza estiva e autunnale dei Medici e, oltre ad ospitare numerose personalità, fu teatro di importanti avvenimenti della loro storia dinastica. In particolare alla villa venivano accolte prima di giungere a Firenze le spose straniere dei membri della famiglia, che qui ricevevano l'omaggio della nobiltà fiorentina: è il caso di Giovanna d'Austria, prima moglie di Francesco I e di Cristina di Lorena, moglie di Ferdinando I. Si celebrarono qui, tra gli altri, i matrimoni tra Alessandro de' Medici e Margherita d'Austria (1536), tra Cosimo I ed Eleonora da Toledo (1539) e Francesco I e Bianca Cappello già sua amante (1579). Proprio Bianca e Francesco in questa villa trovarono anche la morte, per cause non pienamente chiarite e con sospetto di avvelenamento.

### Seicento e Settecento

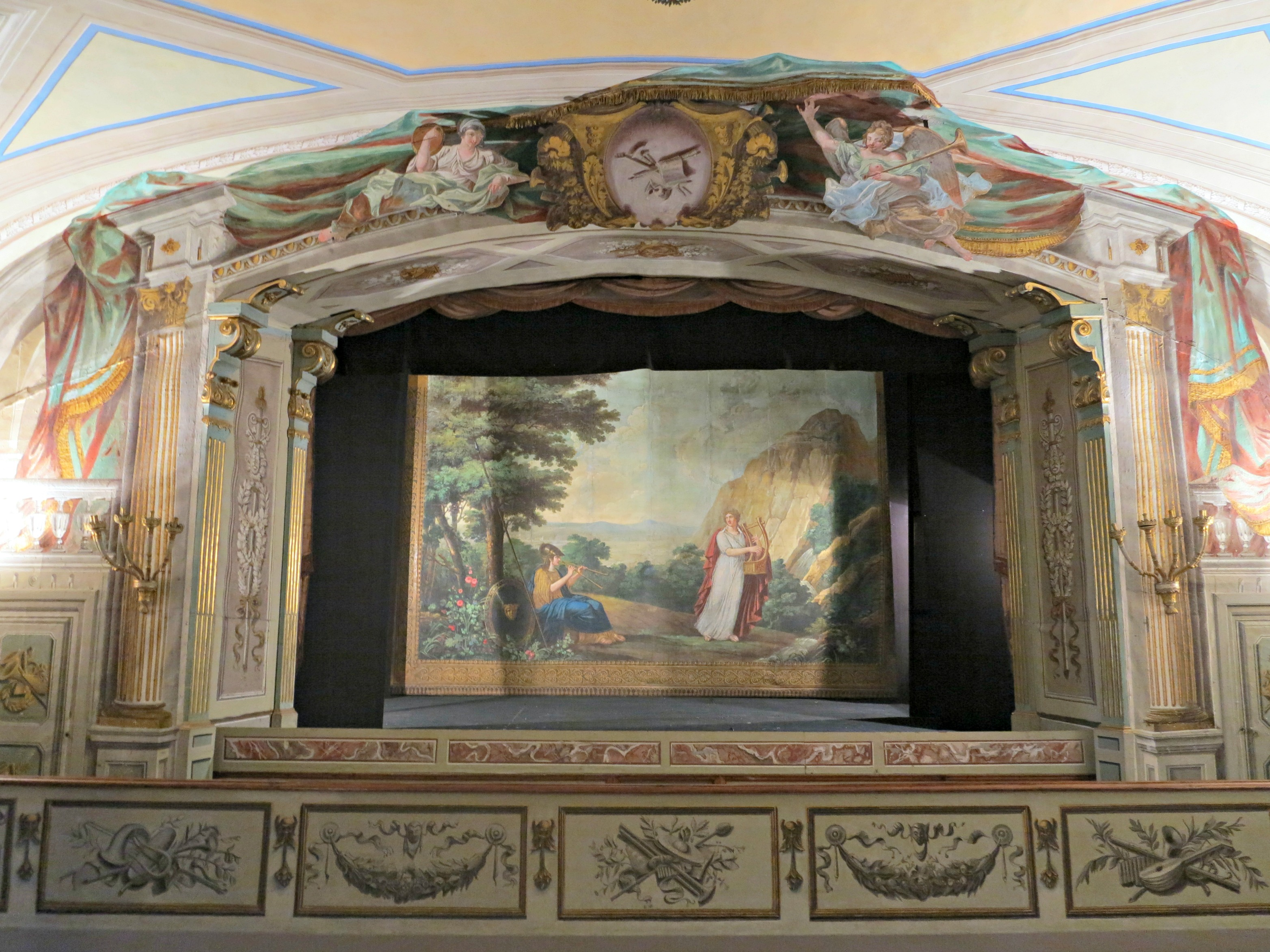
Sala del Teatro, Villa di Poggio a Caiano

Nel 1661 giunse a Firenze Margherita Luisa d'Orléans, cugina di Luigi XIV e sposa di Cosimo III. La principessa, profondamente diversa dal carattere cupo e ultra-religioso di Cosimo e soprattutto sopraffatta dalla Granduchessa madre Vittoria della Rovere, venne di fatto relegata a Poggio a Caiano. Per alleviare la "prigionia", oltre al seguito di circa centocinquanta persone, fece costruire il teatro al piano terra, prima di tornare definitivamente in Francia nel 1675.
La villa fu la residenza preferita del figlio di Cosimo III, il principe Ferdinando, grande amante delle arti prematuramente scomparso, che ne fece un attivissimo centro culturale. Vi si rappresentavano spesso commedie nel teatrino e qui egli aveva radunato una singolarissima collezione che chiamava il Gabinetto delle opere in piccolo di tutti i più celebri pittori. Si trattava di una pinacoteca disposta in un'unica stanza della villa, che conteneva 174 quadri di altrettanti pittori diversi, il più grande dei quali misurava 100x75 cm, e che contava opere di importantissimi autori tra i quali Dürer, Leonardo da Vinci, Raffaello Sanzio, Rubens ecc. Oggi non è più ammirabile perché venne smembrata nel 1773 dagli Asburgo-Lorena. La sala del Gabinetto era affrescata da Sebastiano Ricci con un'Allegoria delle arti, ma anche quest'opera è andata perduta nelle ristrutturazioni successive. Il monumentale organo del romano Lorenzo Testa (1703), già a palazzo Pitti e oggi nel teatrino, è frutto di un desiderio di Ferdinando.
Alla morte di Giangastone (1737), fratello di Ferdinando e ultimo discendente dei Medici, la villa passò ai nuovi granduchi toscani, gli Asburgo-Lorena, che continuarono ad utilizzarla come residenza estiva o come punto di sosta durante i loro viaggi verso Prato o Pistoia. Furono approntati i necessari lavori di manutenzione e restauro periodici, anche se, secondo la loro strategia economica, essi intesero ridimensionare i possedimenti agresti: cominciarono a non usare più alcune ville (come l'Ambrogiana e Lappeggi), facendone confluire gli arredi a Palazzo Pitti e alle residenze superstiti. Poggio a Caiano non subì questa sorte e testimoniano quel periodo solo alcuni arredi, come i piccoli cassettoni in legno pregiato con intarsi raffiguranti vedute e paesaggi. Gli architetti Giuseppe e Giovan Battista Ruggeri curarono un generale restauro, con il rinnovo del teatro e l'apposizione di un orologio sulla facciata.
All'epoca di Ferdinando III di Toscana, il parco antistante la villa fu dotato di alcune singolari strutture per il divertimento: un "arcolaio volante", un'altalena, una "giostra degli asini" e una "giostra di cavalli", che sono ancora conservate in un deposito.

### Ottocento

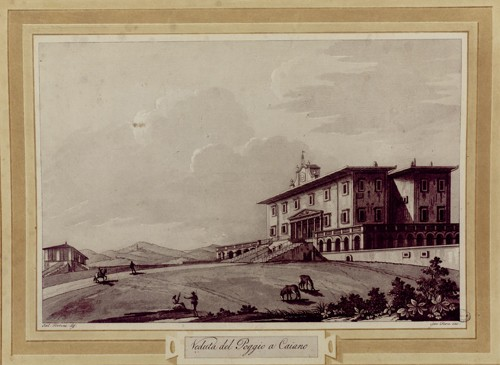
La villa all'inizio dell'Ottocento, prima delle modifiche di Poccianti. Incisione contenuta nel Viaggio pittorico della Toscana Francesco Fontani

Con la conquista napoleonica, la Toscana entrò nella sfera di influenza francese, prima come regno d'Etruria e poi come parte dello stesso Impero francese. La villa subì modifiche interne ed esterne (soprattutto ad opera di Pasquale Poccianti) su iniziativa della reggente Maria Luigia d'Etruria e successivamente di Elisa Baciocchi Bonaparte, sorella di Napoleone, dal 1804 principessa di Lucca e Piombino e dal 1809 granduchessa di Toscana. La Villa di Poggio divenne una delle sue residenze preferite e pare che proprio qui si sia consumata una presunta relazione amorosa tra lei e il celebre violinista Niccolò Paganini, che tenne nel teatro della villa numerosi concerti. Vi si esibirono, tra gli altri, anche Giovanni Paisiello, Étienne Nicolas Méhul e Gaspare Spontini. Risalgono a quest'epoca gli affreschi in stile neoclassico del pratese Luigi Catani nella sala d'ingresso al primo piano e in ben diciassette sale della villa, ai quali collaborarono vari artisti guidati sempre dal Catani.
Sempre su commissione di Elisa Baciocchi, nel 1811 Giuseppe Manetti progettò nuovi giardini all'inglese, prevedendo viali irregolari, un laghetto, e piccoli padiglioni neoclassici, quali una ghiacciaia a cono e un tempietto di Diana. Il progetto fu ultimato solo in seguito e parzialmente.

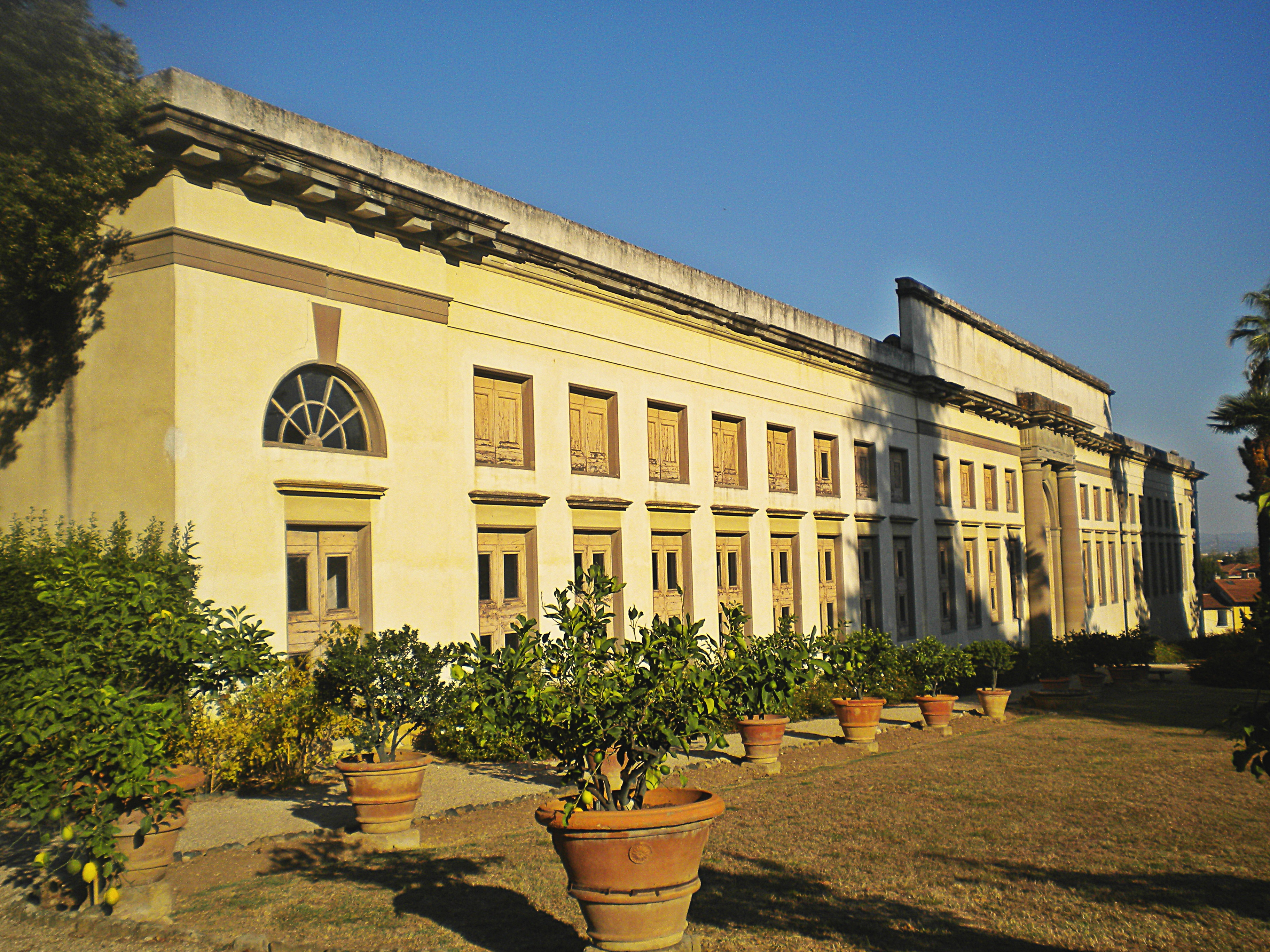
La limonaia

Con la restaurazione (1819) proseguirono le riparazioni e i lavori di riordino (soprattutto nel giardino, dove fu costruita la conserva dell'acqua e  limonaia, solenne opera di Pasquale Poccianti, e fu completato il parco all'inglese).

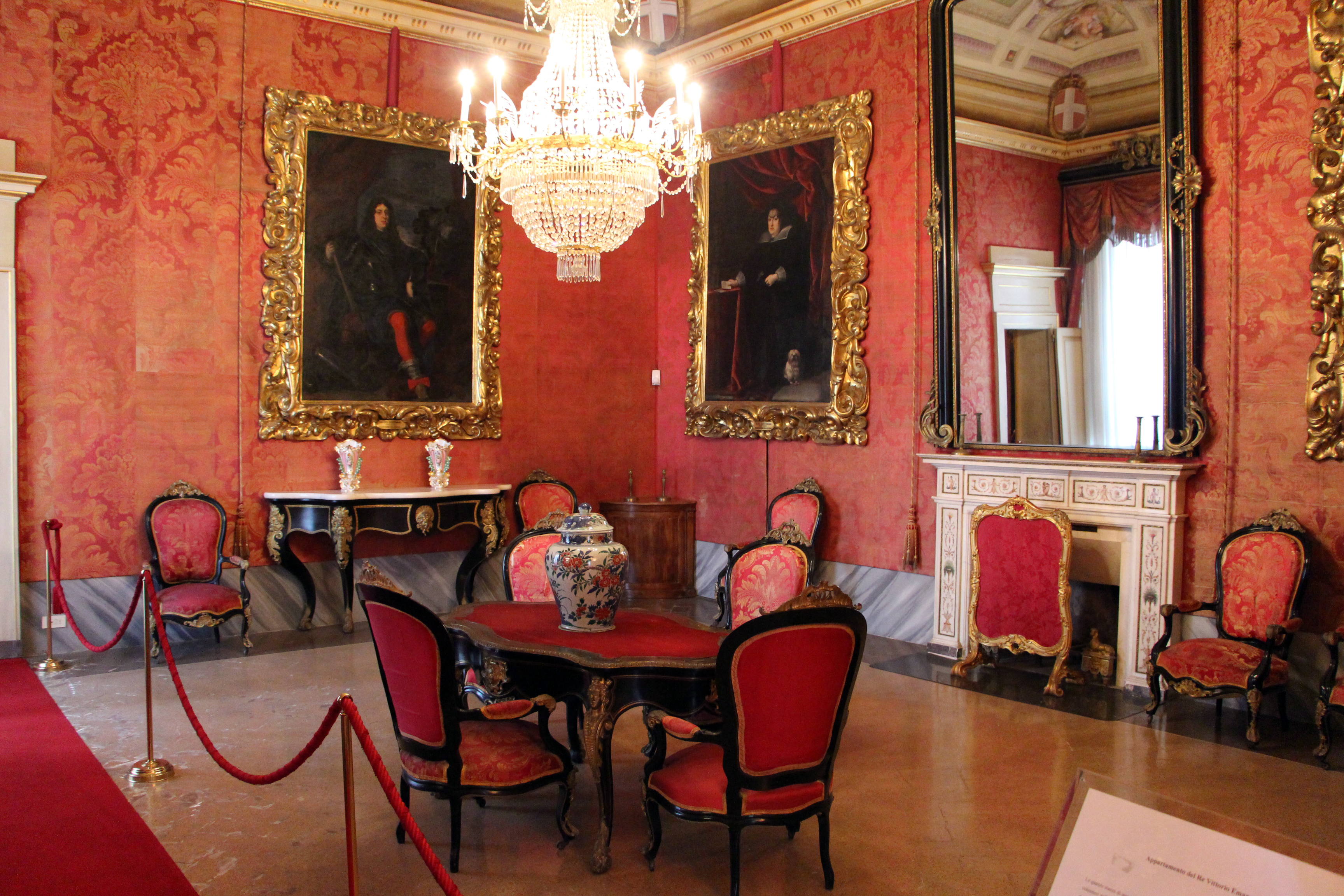
Sala per ricevere di Vittorio Emanuele II

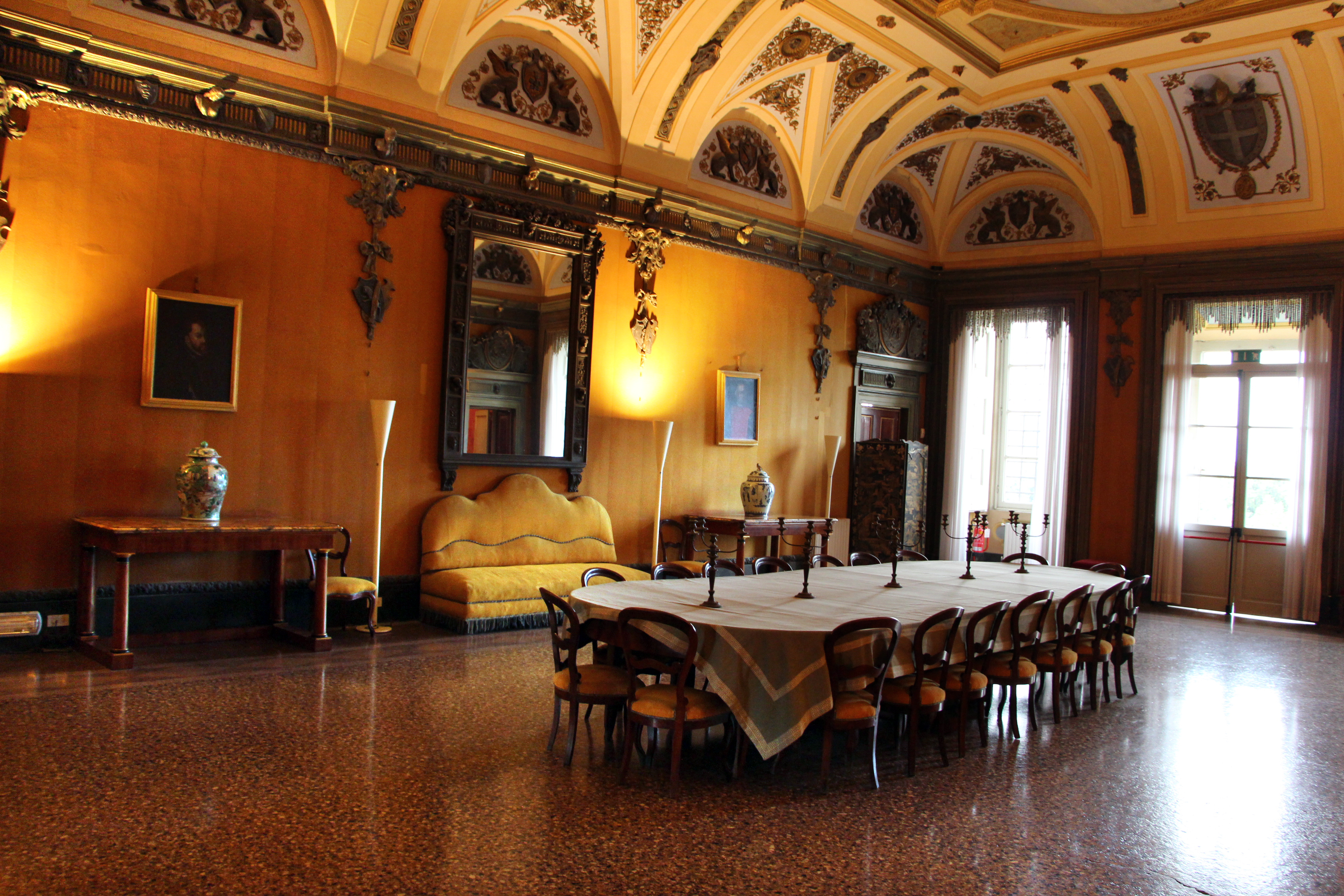
Sala dei pranzi

Quando Firenze divenne capitale, Vittorio Emanuele II, amante dei cavalli e della caccia, fece risistemare la villa: furono costruite nuove scuderie ed alcune sale al piano terra vennero ridecorate, come la sala da biliardo al pian terreno o la Sala dei Pranzi, su progetto dell'architetto Antonio Sailer. Con Vittorio giunse al Poggio anche la "bella Rosina", ossia Rosa Vercellana, una popolana piemontese e amante del re e poi sua moglie morganatica. Testimonianza di questa ennesima storia d'amore che ha avuto come teatro la villa sono le rispettive camere da letto del re e della moglie, visitabili al primo piano.
Nel 1828 furono sistemate le meridiane sui lati dell'edificio, mentre l'interno della villa veniva aggiornato con arredi pregiati provenienti dai palazzi reali di Modena, di Piacenza, Parma, Torino, Lucca e Bologna, confluiti nel patrimonio del nuovo regno unitario.

### Novecento e epoca contemporanea
Nel 1919 l'amministrazione della Real Casa donò la villa allo Stato italiano. La cascina di Poggio a Caiano-Tavola e le scuderie, che con la villa costituivano un complesso unitario di grande valore architettonico, furono invece cedute, sempre nel primo dopoguerra, all'Opera Nazionale Combattenti e Reduci e successivamente vendute ai privati. Gli arredi e i parati al secondo piano vennero irrimediabilmente dispersi in questo periodo.
Durante la seconda guerra mondiale la villa fu usata come luogo di rifugio dai bombardamenti per importanti opere d'arte provenienti da tutta Toscana, come le statue della Sagrestia Nuova di Michelangelo o i Quattro Mori di Livorno, ecc. Inoltre, durante il passaggio del fronte, fece da riparo per la popolazione sfollata che si rifugiò negli ampi sotterranei.
Nel 1984 divenne museo nazionale a da allora è iniziato un importante ciclo di restauri, dove grazie a un preziosissimo inventario datato 1911, si è cercato di ricostruire il più possibile l'aspetto interno della villa a quell'epoca, recuperando tutti gli oggetti, mobili e opere d'arte sparsi tra i vari musei e depositi statali.
Nella villa e nei giardini sono state ambientate scene del film Darling del 1965 diretto da John Schlesinger.
Il riordino si è potuto dire concluso solo nel 2007, con l'apertura al pubblico del secondo piano, dove è stato sistemato il Museo della natura morta, in cui hanno trovato adeguata sede i grandi dipinti di Bartolomeo Bimbi, oltre ad altre opere provenienti dalle ville medicee di Castello, della Topaia, dell'Ambrogiana e da altri depositi della soprintendenza.
Nella notte del 6 marzo 2017, a causa di un forte nubifragio, è crollata una parte (20 metri circa) delle mura di cinta del giardino della villa.

### Proposte per il futuro
L'attività di ricercatori e restauratori si è ora concentrata sul recupero per rendere fruibili al pubblico altri ambienti della villa. Tra questi ci sono il Cucinone seicentesco e il Criptoportico sotterraneo che lo collega alla villa. Questo ambiente è uno degli esempi meglio conservati di architettura finalizzata alle esigenze domestiche di una corte: comprende varie stanze ad uso di lavanderia e anche un orto con erbe aromatiche medicinali ad uso delle cucine. Assieme alla Sala della Pallacorda, un tempo campo da gioco, questi vani potrebbero essere usate per l'esposizione delle giostre settecentesche.

## Descrizione
La villa medicea di Poggio a Caiano è il primo esempio di architettura rinascimentale che fonde la lezione dei classici (in particolare Vitruvio) con elementi caratteristici dell'architettura signorile rurale toscana e altre caratteristiche innovative. Evidente la lezione dell'Alberti, a partire dalla scelta del luogo su cui la villa sorge, fino a giungere alla simmetria e all'armonia delle proporzioni. L'introduzione di una basis villae (la piattaforma sorretta da archi su cui posa l'edificio) è ripresa invece da modelli classici come il tempio di Giove Anxur a Terracina.

### Esterno

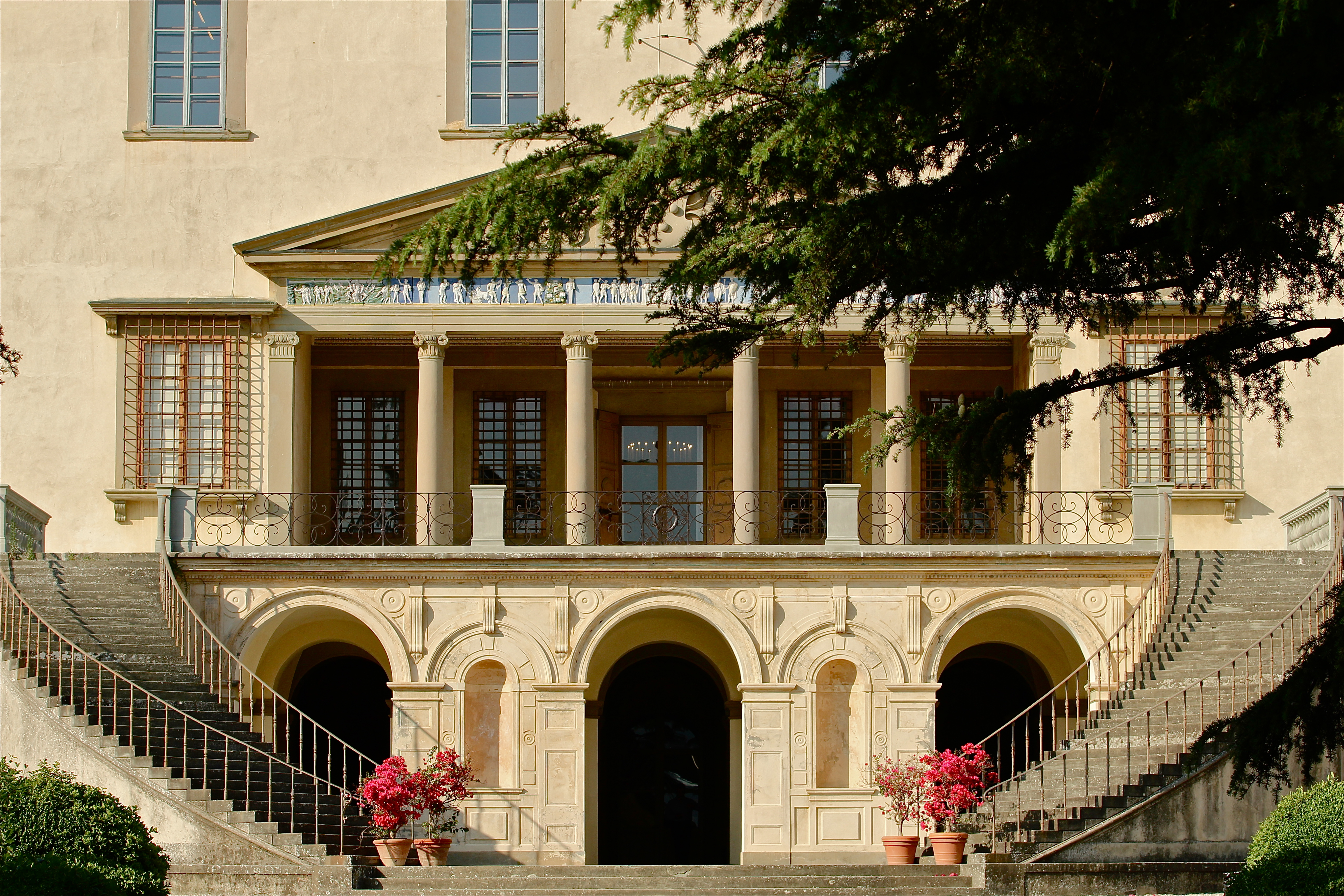
La loggia tra i due bracci della scalinata

L'esterno della villa ha mantenuto abbastanza intatto l'originale progetto rinascimentale del Sangallo, se si eccettuano le due scalinate gemelle che conducono al terrazzo, erette nei primi anni dell'Ottocento in sostituzione di quelle originarie diritte e perpendicolari al corpo della villa, ben visibili nella nota lunetta di Giusto Utens. A progettarle, nel 1807, fu Pasquale Poccianti che ideò "una scala esterna con comodo di transito per le carrozze al coperto" (cioè con una loggia centrale abbastanza profonda da poter, al contrario del loggiato esistente, permettere l'accesso alle carrozze al riparo delle intemperie), realizzata poi negli anni seguenti da Giuseppe Cacialli. Anche il tetto è stato modificato, quando nel 1575 Alfonso Parigi sostituì la gronda, dove esisteva un camminamento e un coronamento con ringhiera con comignoli, con un aggetto del tetto più sporgente, ottenendo inoltre un rialzamento del prospetto che altera in modo rilevante le proporzioni del progetto iniziale del Sangallo. Furono modificate anche le finestre che inizialmente erano crociate, cioè spartite in quattro parti con una sorta di croce centrale in pietra, secondo un modello tardo-quattrocentesco inventato da Baccio d'Agnolo. Nel Seicento invece fu aggiunta la torretta con l'orologio, in asse con il frontone centrale originario.
Il corpo dell'edificio è circondato da una terrazza porticata. Alla sommità delle scale si trova una loggia sormontata da un timpano e da una volta a botte finemente decorata a rilievo. Sulla parete destra della loggia si trova un decoro a fresco raffigurante il Sacrificio di Laocoonte di Filippino Lippi: dopo il restauro dovrebbe essere esposto all'interno della villa.

#### Fregio

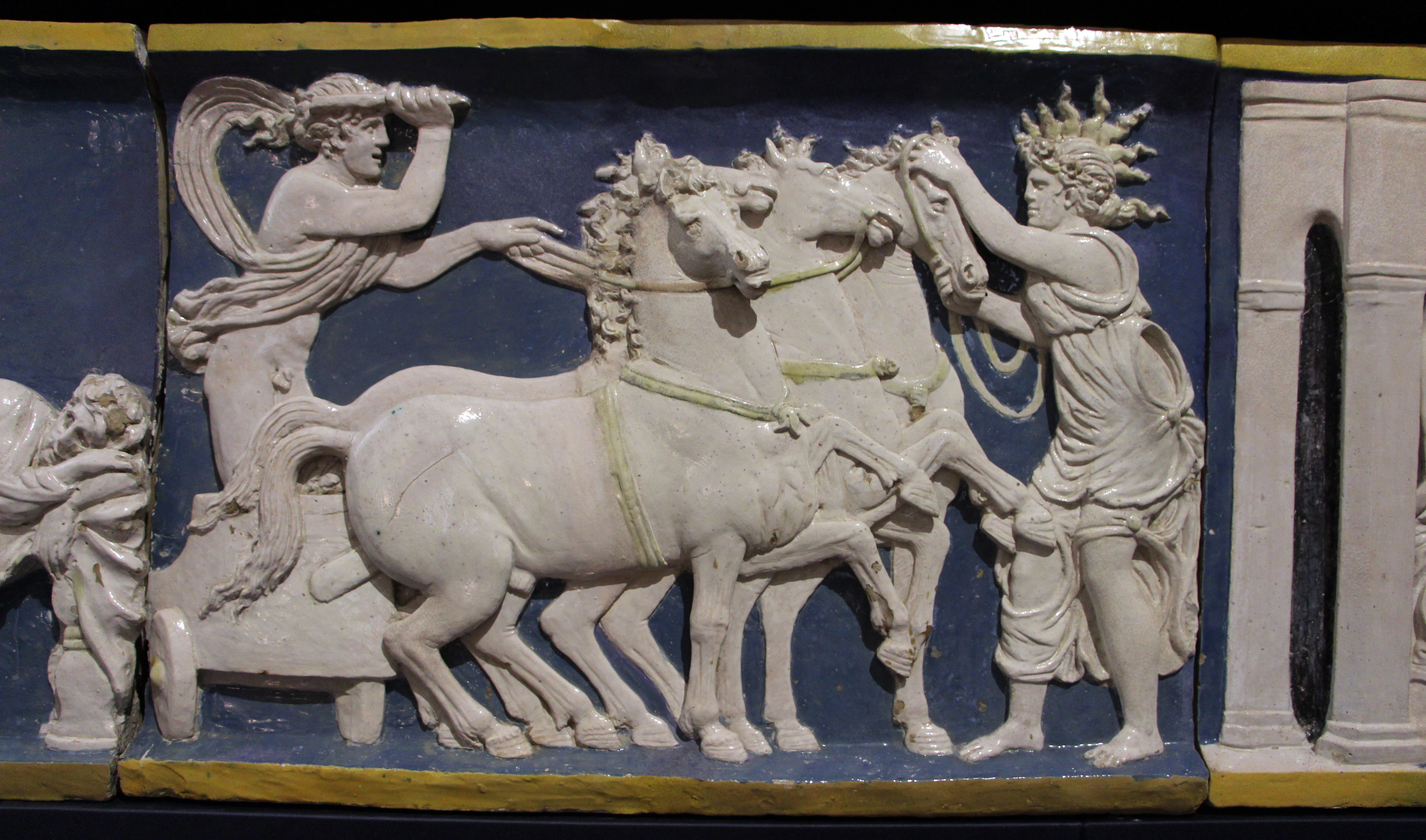
Scena del fregio raffigurante "La punizione e il premio delle anime dopo la morte", terracotta invetriata

Il fregio in terracotta invetriata in tricromia (bianco, blu e verde) che si vede oggi sull'architrave del timpano sulla facciata principale della villa è una copia eseguita nel 1986 dalla manifattura Richard-Ginori, mentre l'originale si trova in una sala al primo piano della villa. Quest'opera è lunga 14 metri e 22, alta 58 centimetri e di attribuzione e datazione incerta. Principalmente viene ascritta ad Andrea Sansovino relativamente alla fase di costruzione di Lorenzo il Magnifico, alla quale rimanda il tema del ritorno all'Età dell'oro, oppure eseguito da Giuliano da Sangallo o da Bertoldo di Giovanni o ancora risalente a due fasi, la seconda delle quali terminata al tempo di Leone X.
Il tema raffinato e emblematico potrebbe anche rappresentare la scelta delle anime secondo il mito platonico. In ogni caso è chiara la natura di espressione del complesso clima iniziatico, relativo al circolo filosofico di Lorenzo, attraverso una serie di figure allegoriche, di evocativo classicismo.

### Interno

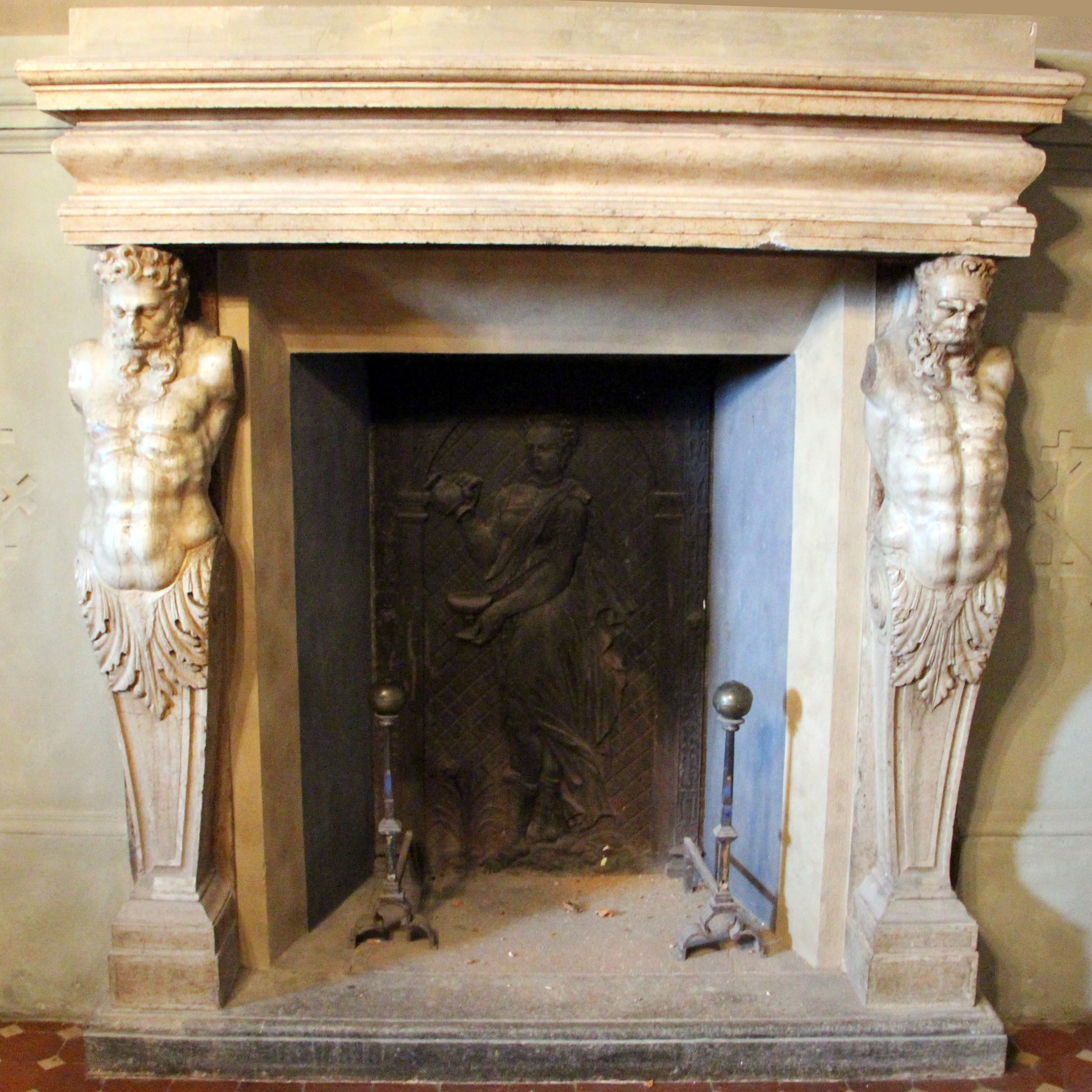
Il caminetto del Buontalenti

L'interno della villa ha subito nel corso degli anni diverse trasformazioni che ne hanno modificato l'aspetto originale.

#### Piano terreno
Da dietro alla scalinata, sotto al loggiato che circonda la villa, dove sono collocati quattro sarcofagi romani, si accede agli appartamenti al piano terreno. Questo piano nel Cinquecento era considerato ancora secondario rispetto al piano nobile, per cui la valorizzazione di questi ambienti risale per lo più ai secoli successivi, con l'esclusione degli appartamenti di Bianca Cappello.
La sala d'ingresso è intonacata in un colore giallo chiaro e riporta alcune iscrizioni su Vittorio Emanuele II e sul plebiscito che unì la Toscana al nascente Regno d'Italia.
Successivamente si entra nel "Teatro delle Commedie", ideato prime del 1675 da Marguerite-Louise d'Orleans la sposa poco apprezzata di Cosimo III. Essa era di fatto relegata a Poggio a Caiano, e per alleviare la sua vita da reclusa pensò a far realizzare un teatro, del quale abbiamo la prima menzione nel 1697. L'uso del teatro divenne più frequente con il principe Fernando.
Segue la sala dei Biliardi è in stile sabaudo, con la volta affrescata come un pergolato dal quale si affacciano putti e amorini, mentre su un drappo dipinto sono riportate le insegne reali dei Savoia.

#### Appartamento di Bianca Cappello

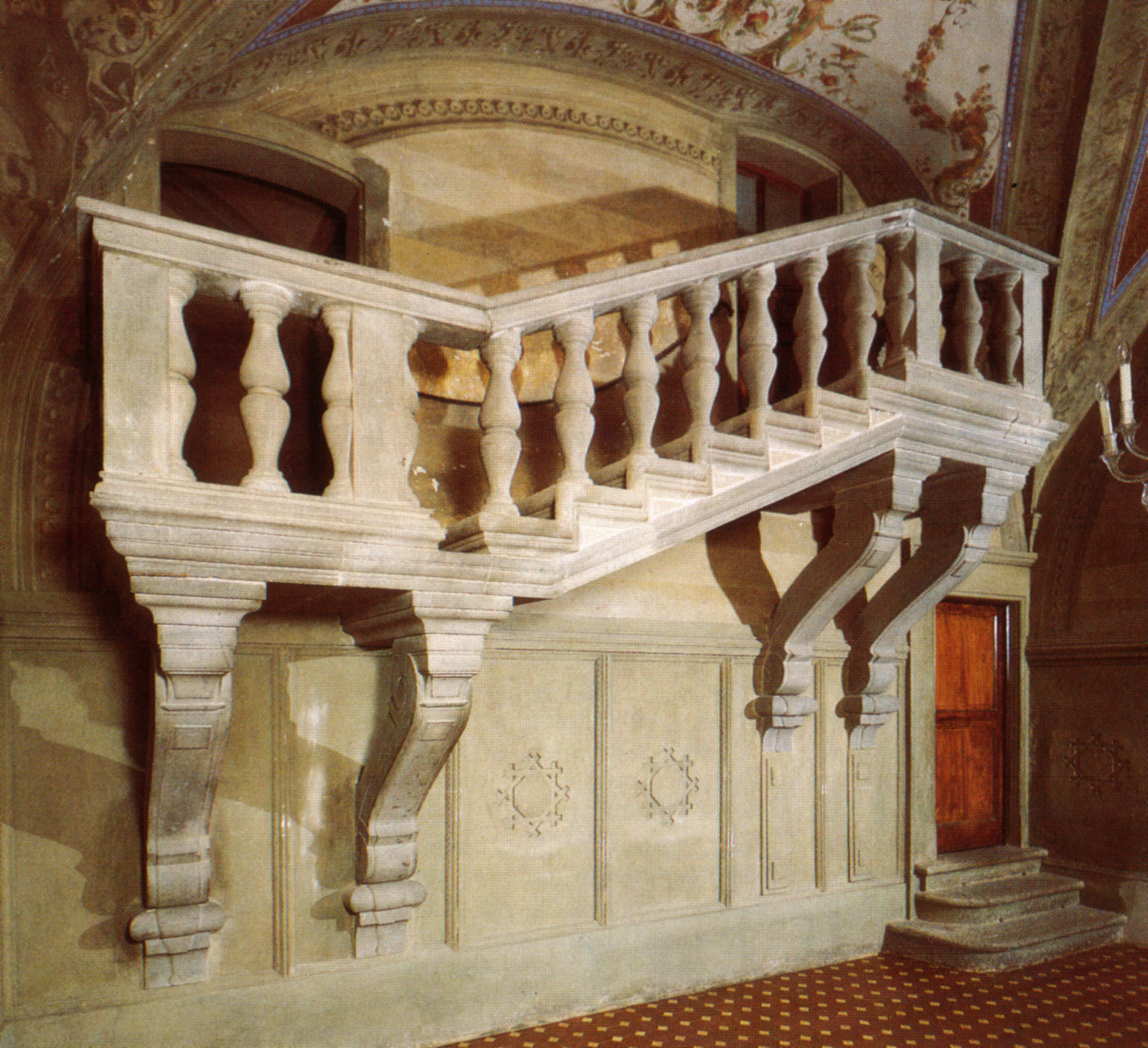
La scala di Bianca Cappello

A destra si accede quindi agli appartamenti di Bianca Cappello, dove è possibile percepire più nitidamente che altrove l'aspetto rinascimentale della villa. Bianca Cappello era una nobildonna veneziana molto colta e raffinata, che ebbe una relazione con il Granduca Francesco I. Questa relazione segreta che coinvolgeva il sovrano della città, già sposato con Giovanna d'Austria e con una donna a sua volta già sposata, fu uno dei più grandi scandali del Rinascimento e una delle pagine più romanzesche della saga dei Medici: anche se i due amanti fecero di tutto per restare al coperto, la loro storia fu argomento di dicerie e maldicenze sin dall'inizio.
A Poggio a Caiano la loro storia visse alcuni dei momenti più importanti, infatti qui venne relegata la donna, odiata dalla famiglia e la corte medicea tutta schierata con la sposa legittima, strategicamente allontanata da Firenze. All'inizio fu confinata in una villa secondaria sulle alture di Poggio a Caiano chiamata Il Cerretino, e in tale occasione nacquero alcune fantasie popolari, come l'esistenza di un corridoio sotterraneo tra le due ville che permettesse ai due amanti di incontrarsi segretamente. Con la morte del marito di Bianca e di Giovanna d'Austria i due amanti poterono finalmente sposarsi e trascorsero a Poggio a Caiano alcuni dei momenti più belli della loro vita coniugale. Gli appartamenti di Bianca Cappello al piano terreno ancora testimoniano questo legame con la villa. Nella villa i due trovarono anche fatalmente la morte nell'ottobre 1587, l'una a un giorno di distanza dall'altro: uno studio del 2004-2006 parla di intossicazione da arsenico nei tessuti dei due, anche se non è possibile capire se si tratti invece di un trattamento post-mortem su alcuni organi interni simbolicamente sepolti assieme nella chiesa di Bonistallo. Le cronache ufficiali parlano comunque di febbre terzana.
Nella prima sala di questi appartamenti, una semplice anticamera, sono ospitati tre dipinti a soggetto biblico attribuiti a Paolo Veronese: Mosè e il roveto ardente, il Passaggio del Mar Rosso e la Resurrezione di Lazzaro; qui è stata collocata dopo il restauro anche la Pietà di Giorgio Vasari, proveniente dalla cappella della villa che oggi appartiene alla locale Misericordia.
Segue la "stanza del Camino" degli appartamenti di Bianca Cappello. La stanza, sebbene restaurata ecletticamente nell'Ottocento, conserva ancora il bel camino in marmo bianco, con il pianale sorretto da due telamoni scolpiti con notevole forza plastica. La paternità dell'opera non è ancora stata chiarita, ma l'ambito di realizzazione è sicuramente vicino a Bernardo Buontalenti, come si evince dalla poderosità dei torsi e dalle teste fantasiosamente corrucciate. Forse sono ascrivibili alla permanenza di Alfonso Parigi il Vecchio nella villa nel 1575, che era impegnato nello stesso periodo con il Buontalenti alla villa medicea di Cerreto Guidi.
Una porta allo stesso livello conduce alla camera da letto della duchessa Bianca, rivestita di cartapesta pressata che imita i corami (pannelli in cuoio decorato) e mobili neorinascimentali, frutto di un completo rifacimento in stile del 1865 circa (ambiente non visitabile).
Lo scalone in pietra serena, coevo al camino, collega due aperture superiori nella stessa stanza, che mettono in comunicazione questi ambienti col livello superiore, dove oggi c'è la stanza di re Vittorio Emanuele II e dove un tempo si trovava probabilmente quella di Francesco I.

#### Piano nobile

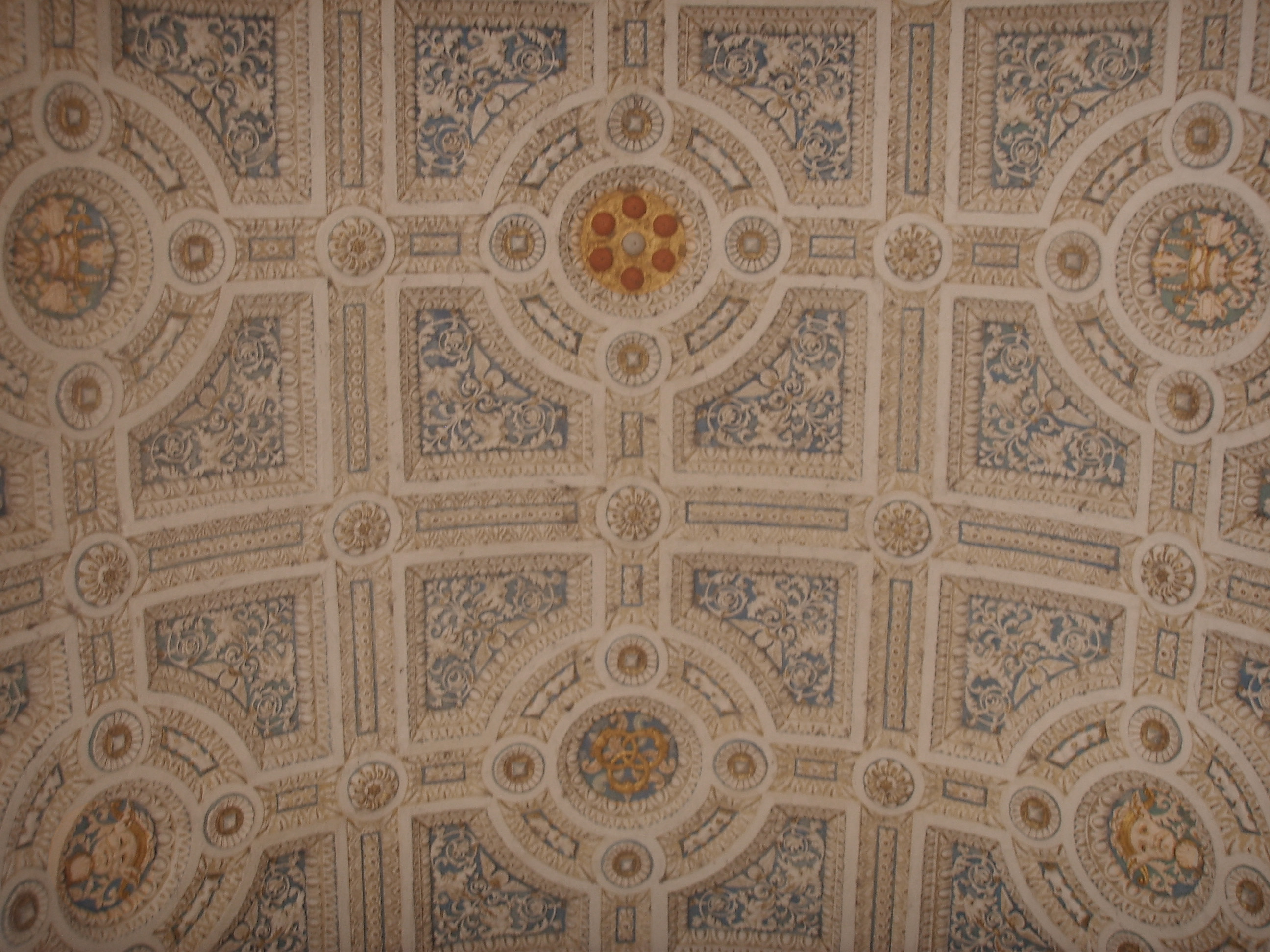
Particolare del soffitto della volta al primo piano

Al primo piano si trova l'ambiente più interessante della Villa: il salone Leone X, posto al centro dell'edificio e terminato intorno al 1513. Secondo il Vasari la decorazione della volta appartiene solo in parte al Sangallo, il resto sarebbe opera del Franciabigio e di Cosimo Feltrini. La decorazione ad affresco è uno dei cicli pittorici più importanti del periodo del manierismo.
Sempre al primo piano è visitabile la sala d'ingresso (con pitture monocrome del primo ottocento, opera di Luigi Catani, riproducenti temi celebrativi che si riferiscono alla fondazione della Villa: le scene raffigurate sono Lorenzo il Magnifico che riceve il modello della villa da Giuliano da Sangallo e Agnolo Poliziano che incorona con l'alloro il busto di Omero.
Nel 1698 il pittore Anton Domenico Gabbiani affrescò per conto del Gran Principe Ferdinando de' Medici il soffitto della così detta "Sala da pranzo" del piano nobile, ovvero la sala che si trova subito dopo il Grande Salone, nota anche come "Sala degli Stucchi". Per tale impresa Gabbiani ricevette il 30 luglio 1698 un pagamento di 400 scudi. L'affresco, descritto da Hugford nella sua vita di A. D. Gabbiani, rappresenta l’apoteosi di Cosimo pater patriae. Cosimo viene celebrato come colui che instaurò a Firenze un buon governo basato sulla Pace e la Giustizia da cui poté scaturire una nuova aurea aetas che permise a Firenze il fiorire delle varie Arti, le cui personificazioni sono rappresentate nell'affresco a sinistra di Cosimo, mentre i vizi, rappresentati a destra, vengono scacciati dalla città. Per tali motivi, al momento della morte la stessa personificazione della Città di Firenze eleva in cielo Cosimo, intercedendo per lui presso Zeus affinché quest’ultimo lo accolga nell’Olimpo e Zeus, come denota il suo gesto, accetta tale richiesta. Accanto al Re degli dei siedono Asclepio, Perseo ed Eracle, presenti in quanto tutti e tre erano protettori della stirpe dei Medici e pertanto vengono ad accogliere colui che per primo rese grande la famiglia da loro protetta.
Andiamo ad esaminare i vari personaggi, partendo da quelli posti a sinistra di Cosimo. La figura maschile con l’elmo è Marte che, in qualità di divinità protettrice di Firenze, offre a Cosimo la corona trionfale come ricompensa per aver fatto trionfare la virtus nella sua città. Vicino a Marte vi sono la Giustizia, con i piatti della bilancia e il fascio littorio, e l’Abbondanza, con il corno della divizia. Le altre sei figure sono personificazioni delle varie Arti che poterono prosperare a Firenze grazie alla liberalità di Cosimo e alla pace da lui portata in città. Quelle più in alto sono facilmente riconoscibili come la Pittura, la Scultura e l'Architettura per via degli strumenti del loro mestiere che stringono in mano. Le tre più in basso sono forse lo Studio, la Poesia e la Musica. In basso abbiamo il fiume Arno con il leone, simbolo di Firenze, mentre nell'acqua si bagnano due magnifiche naiadi  che costituiscono uno dei brani pittorici più elevati dell'arte di Gabbiani.
Tornando in cielo, sotto Cosimo vi sono due putti che sorreggono due progetti architettonici commissionati da Cosimo: il rotolo con il progetto del Palazzo Medici in via Larga, ideato da Michelozzo, e il modellino della chiesa di S. Lorenzo, ricostruita ex novo da Filippo Brunelleschi. Si tratta delle due più importanti commissioni architettoniche di Cosimo, una di carattere religioso, simbolo della sua pietas, l’altra di carattere civile, destinata a esprimere il potere dei Medici in città. Come osservato da Spinelli, il modellino di S. Lorenzo mostra la cupola della Cappella dei Principi che ovviamente al tempo di Cosimo pater patriae non esisteva; la sua presenza serve a denotare che la pietas religiosa e il mecenatismo di Cosimo venivano continuati dai suoi discendenti.
Accanto ai putti vi è la Pace, biancovestita e con il ramoscello d’ulivo, che scaccia i vari vizi che si trovano in basso, sull’altra sponda del fiume. Nell'ordine compaiono: l'Invidia, che morde le sue stesse carni, la Discordia, con la face in mano che accende d’ira gli animi, e lo Spirito di disunione rappresentato da due fiorentini di opposte fazioni (come indicato dalle due bandiere fiorentine da loro tenute) che combattono tra loro. Essi esprimono l’ideologia celebrativa portante del potere dei Medici sulla città di Firenze, ovvero che essi avevano posto fine alle discordie repubblicane, instaurando un’età di pace e giustizia. Infine, in alto, un putto aiutante della Pace scaccia le tre Furie, simbolo all'epoca di tre specifici vitia: ira, cupidigia e lussuria.
Se Cosimo pater patriae viene celebrato come colui che ha posto fine alle discordie repubblicane e ai vizi che prosperavano in città, instaurando una nuova età dell’oro basata sulla pace e giustizia grazie alle quali poterono fiorire in città le arti, la presenza della corona granducale che sormonta lo stemma dei Medici posto accanto a Cosimo e la presenza della Cappella dei Principi nel modellino di S. Lorenzo indicano che la politica di mecenatismo delle arti e di pace e giustizia veniva continuata dai suoi eredi, preservando così in città l’età dell’oro iniziata con Cosimo.
Questa sala era anche conosciuta come Salone degli stucchi, ma gli stucchi in questione, con ritratti dei Medici entro medaglioni e altre decorazioni, vennero asportati nel 1812 perché considerati troppo ridondanti. Solo in alcuni periodi dell'anno viene decorata la tavola con la carpita da tavola con disegni alla moresca ideati da Agnolo Bronzino tra il 1533 e il 1548, magnificamente intessuta con seta e filamenti di oro e argento.
Completano il primo piano l'appartamento di Vittorio Emanuele II, con quattro stanze: Guardaroba, Studio, Sala da Ricevere e camera da letto, e quello della Contessa di Mirafiori (la "Bella Rosina") composto da tre stanze con mobilio antico. La stanza della Bella Rosina in particolare è decorata con un letto a baldacchino e pareti interamente rivestiti di seta rosa con motivi floreali (1865), drappeggiata a raggiera in modo da lasciar vedere al centro un preesistente affresco neoclassico. Il bagno alla francese, opera dell'architetto di corte Giuseppe Cacialli, fu voluto da Elisa Bonaparte Baciocchi e comportò la demolizione di alcune stanze più antiche. Oggi si è ben conservato, con la vasca in marmo con intagli e una scultura di Venere e Amore in una nicchia, oltre al mobilio da toeletta originale. I due affreschi a tema mitologico raffigurano Achille immerso nel fiume Lete e Teti assiste alla partenza di Achille.
Nel 1807 il Poccianti progettò, oltre alle scale esterne, lo scalone interno che collega il piano terreno ai restanti piani dell'edificio inoltre fu incaricato di alcuni lavori di restauro al piano superiore della Villa. Allo stesso periodo risalgono anche le pitture a affresco in alcuni salottini, di stile prettamente neoclassico, con soggetti tratti dalla mitologia antica.

#### Gli affreschi rinascimentali

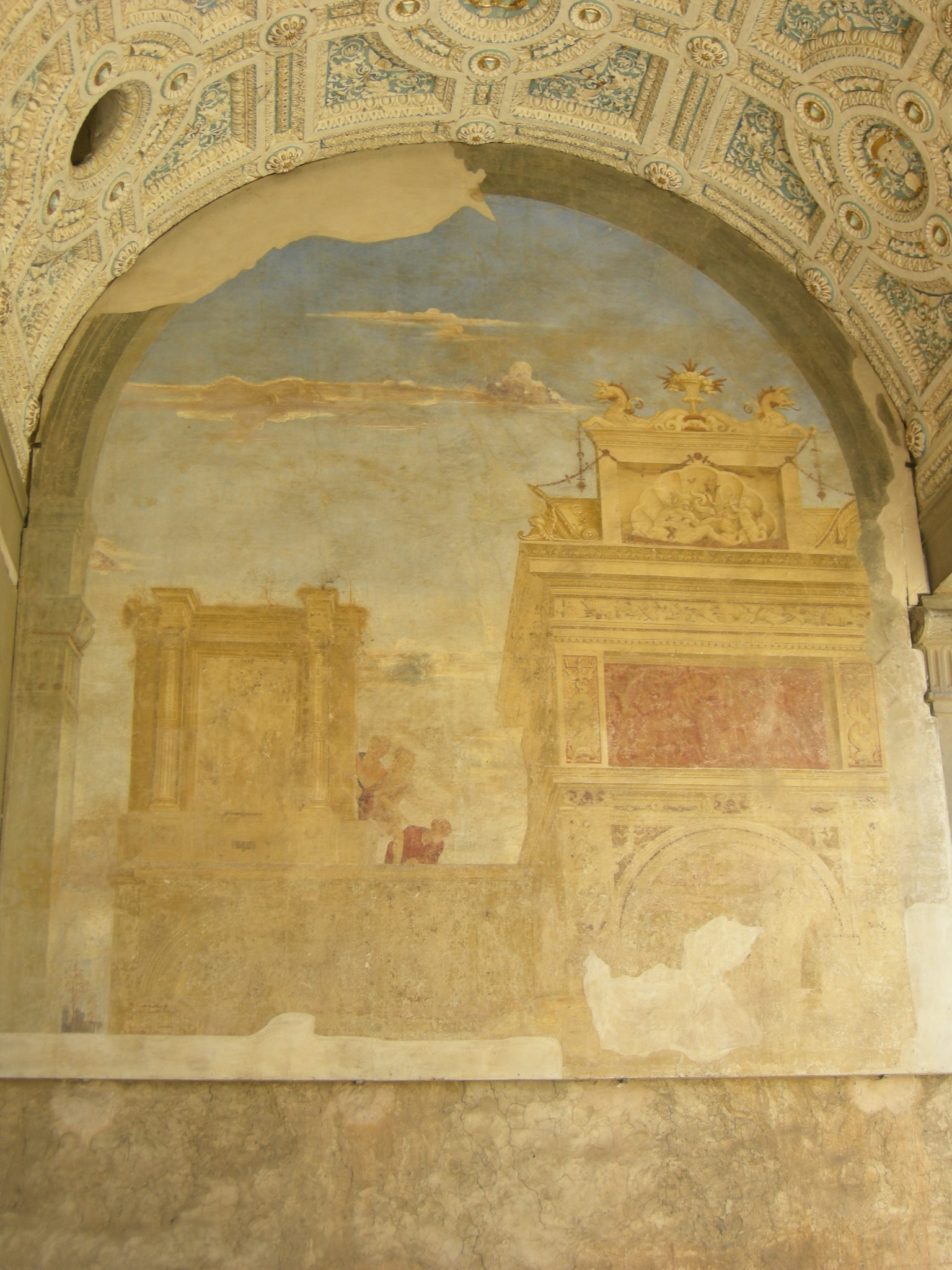
La loggetta al primo piano, volta e affresco del Sacrificio di Filippino Lippi

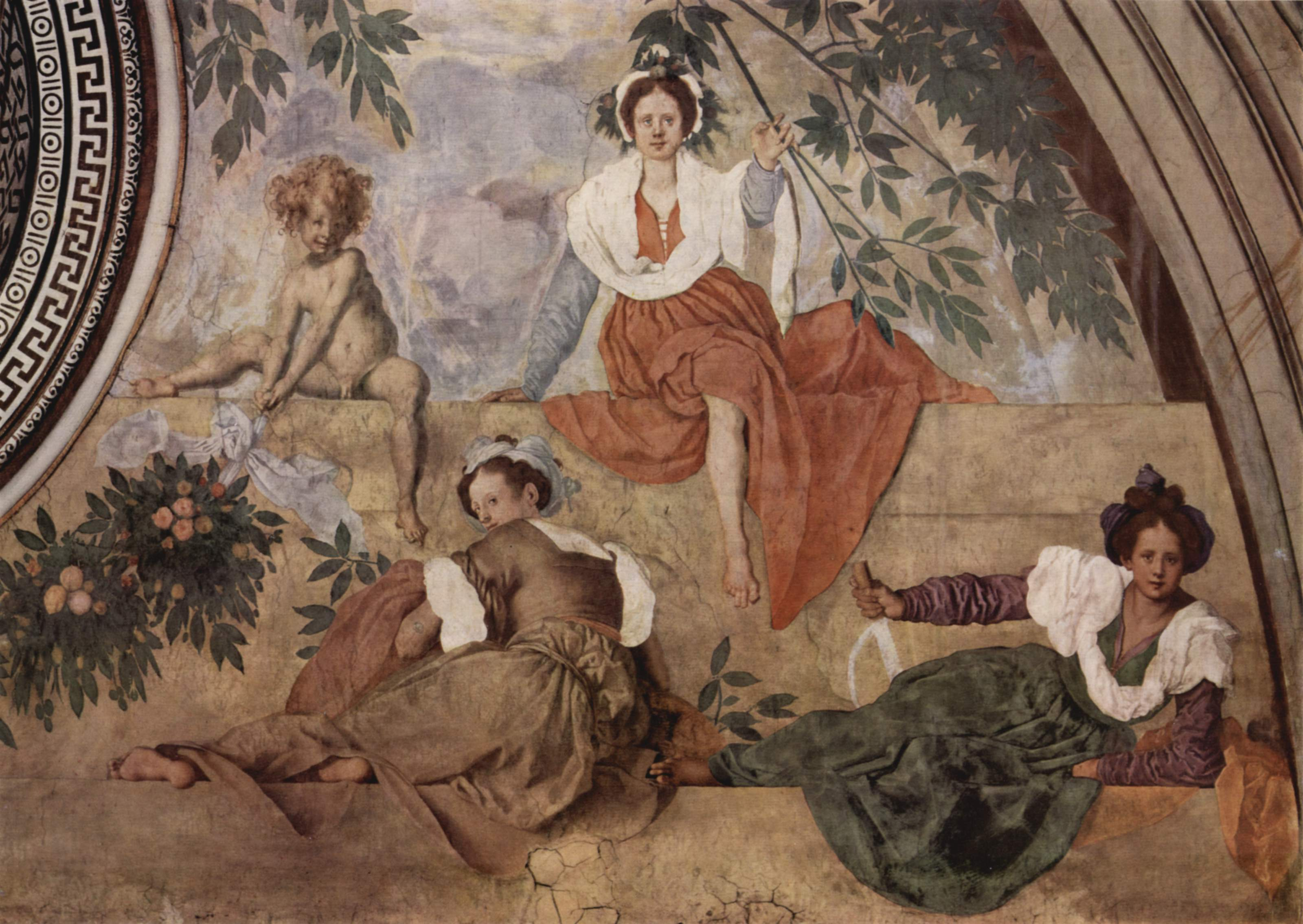
La Pomona di Pontormo

L'affresco più antico della villa, appartenente al periodo di Lorenzo il Magnifico, è il cosiddetto Sacrificio di Laocoonte (secondo l'interpretazione di Halm) di Filippino Lippi, conservato sotto la loggetta al primo piano, un tempo staccato per restauri e oggi ricollocato, sebbene sia piuttosto sbiadito dagli agenti atmosferici. L'affresco viene citato dal Vasari come Un sacrifizio, a fresco, in una loggia che rimase imperfetto e che risalirebbe a prima della morte di Lorenzo, o comunque completato entro il 1494. Non è da collegare con il Laocoonte dei Musei Vaticani, che tanta ammirazione riscosse nelle corti italiane, ma che fu ritrovato solo nel 1506.
Il tema dominante della prima fase costruttiva era l'interpretazione dell'antico in chiave moderna e decorativa e questo affresco ne testimonia appieno il nocciolo, così come il fregio del timpano, forse di Andrea Sansovino e la prima lunetta decorata del salone poi detto di Leone X, quella di Pontormo.
Realizzata tra il 1519 e il 1521, raffigura le divinità romane di Vertumno e Pomona inserite in un insolito paesaggio classicheggiante.
In seguito il tema della decorazione cambiò, probabilmente a causa dell'arrivo nella casata dei primi titoli nobiliari di Lorenzo Duca d'Urbino e Giuliano Duca di Nemours, e divenne l'illustrazione delle glorie del casato mediceo, alle quali alludono chiaramente i temi ufficiali delle pitture, cioè i Fasti della storia romana.
Tra il 1519 e il 1521 vi lavorò Andrea del Sarto, che dipinse il Tributo a Cesare, un'allusione ai doni ricevuti da Lorenzo il Magnifico dal Sultano d'Egitto nel 1487. L'affresco terminava circa a un terzo della superficie della parete, dove più vicino al muro esterno esisteva una grande colonna dipinta nel muro, che fu eliminata in seguito e l'affresco integrato da Alessandro Allori, che appose la sua firma con quella di Andrea del Sarto vicino al fanciullo con il tacchino  in primo piano. Con il tempo era riaffiorata la cornice del primitivo affresco, tagliando in due la scena, ma è stata di nuovo nascosta da restauri recenti.
Più o meno nello stesso periodo il Franciabigio realizzava nella parete diagonalmente opposta il Ritorno di Cicerone dall'esilio, una chiara metafora delle vicende di Cosimo il Vecchio e della sua cacciata con il successivo rientro trionfale a Firenze. Questo affresco è dominato nella parte superiore da architetture fantastiche rappresentate in un ricco paesaggio in prospettiva aerea. Anche questa scena fu ampliata dall'Allori e il confine originario si trova nascosto dall'obelisco di porfido che si erge insolitamente vicino al centro della rappresentazione fino alla sommità del dipinto. La colonna dipinta è stata in parte conservata nell'affresco, infatti l'Allori la inserì vicino all'obelisco.
Alessandro Allori quindi fu colui che integrò è completò il programma decorativo del Salone, e vi lavorò tra il 1578 e il 1582, più di cinquant'anni dopo l'inizio dei lavori di decorazione degli altri pittori, su incarico di Francesco I de' Medici, che soprattutto nella villa visse la sua relazione con la nobildonna veneziana Bianca Cappello. Oltre ad ampliare i pannelli esistenti, ne realizzò due ex novo: Siface di Numidia che riceve Scipione, dove si allude al viaggio che Lorenzo il Magnifico compì a Napoli presso Ferrante d'Aragona; il Console Flaminio parla al consiglio degli Achei, in cui si sottintende l'intervento di Lorenzo il Magnifico nella Dieta di Cremona.
Inoltre affrescò, con numerosi aiuti, i due riquadri sopra i portali, la seconda lunetta con il Giardino delle Esperidi e lo spazio tra le lunette e le finestre e le lunette. Le elaborate e fantastiche composizioni con figure floreali, zoomorfe e antropomorfe sono tipiche del gusto per il capriccio tipico dell'epoca.
L'Allori ideò quindi una fastosa architettura in tutta la sala, che entra quasi in contrasto con l'architettura reale, con figure che paiono scolpite nei loro colori forti e cristallini tipici del manierismo, creando una scenografia fastosa e virtuosistica.
Completavano la decorazione pittorica una superba serie di arazzi voluti da Cosimo I e da suo figlio Francesco, su disegno dello Stradano prima, e dell'Allori poi. Vi erano raffigurate numerose scene di caccia, ideate prendendo spunto dalle vere battute che si tenevano nell'enorme parco attorno alla villa (molto più grande di quello odierno). Non è possibile però ammirarli nel loro insieme perché la collezione è oggi dispersa tra alcuni musei fiorentini, depositi e ambasciate all'estero.

#### Secondo piano
Nel secondo piano è allestito il Museo della Natura Morta, unico nel suo genere e che espone circa 200 dipinti, databili dal tardo Cinquecento alla metà del Settecento e provenienti dalle collezioni dei Medici. Molti di questi quadri, fino all'apertura del Museo, si trovavano nei depositi del Polo Museale Fiorentino e di altri enti pubblici e quindi in gran parte visibili al largo pubblico per la prima volta.
In una stanza si trovano dei papiers peints di manifattura francese, con un tema esotico dei primi dell'Ottocento. Le vedute raffigurate sono di ampio respiro con una linea dell'orizzonte bassa e piccoli personaggi che raffigurano Les sauvages de la Mer Pacifique (1804).

#### Sala del fregio
La sala è dedicata a due importanti capolavori dell'epoca medicea recentemente restaurati: l'imponente fregio di Andrea Sansovino che ornava la facciata della Villa ed era stato commissionato dallo stesso Lorenzo, e il prezioso arazzo della Caccia al cigno, uno dei 36 arazzi progettati da Giorgio Vasari su commissione di Cosimo I, appositamente per la Villa. Infine, anche se temporaneamente, la sala è impreziosita dal dipinto seicentesco di un bellissimo albero genealogico della famiglia de' Medici.

## Edifici adiacenti alla Villa e giardini

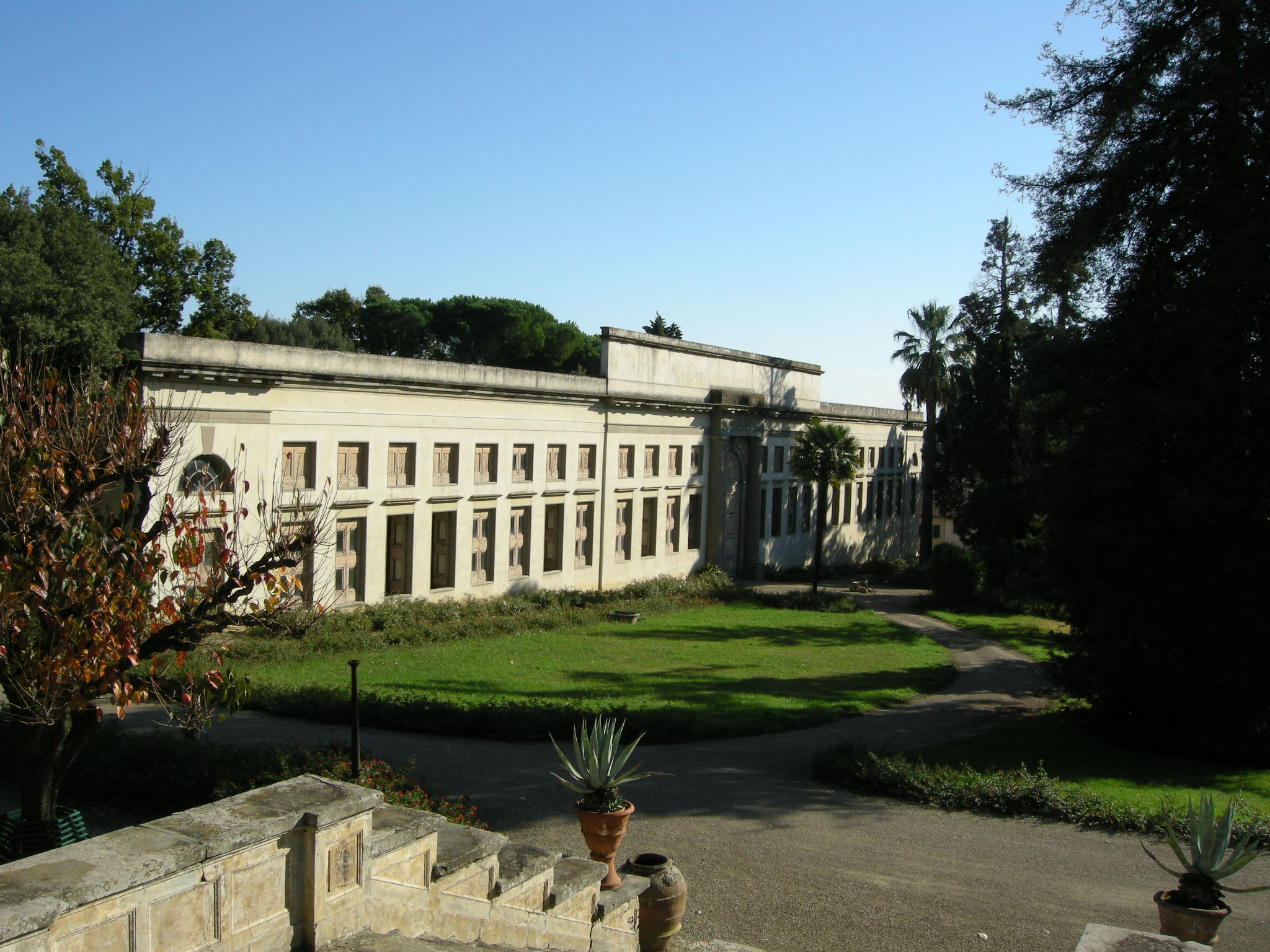
La limonaia

Adiacenti alla Villa sono alcune costruzioni come la cappella, (dove si trova la Pietà con i Santi Cosimo e Damiano, dipinta nel 1560 da Giorgio Vasari, in attesa di restauro), ospitata al piano terra del bastione di sud-est;  il Cucinone realizzato ai primi del Seicento e il neoclassico stanzone per le piante (o limonaia) "con annessa conserva d'acqua", opera del Poccianti (1825 circa). La Sala della Pallacorda è un edificio all'angolo del giardino, che risale alla fine del Settecento per praticare questo gioco, l'odierno tennis, e oggi ospita la portineria e un deposito.
A metà del XVI secolo circa, sotto Cosimo I, Niccolò Tribolo sistemò il giardino e terminò la costruzione delle scuderie (1548). La veduta d'insieme dell'assetto del giardino e delle scuderie dopo l'intervento del Tribolo si ha nella famosa lunetta di Giusto Utens del 1599 conservata nel Museo di Firenze com'era.

## Le scuderie

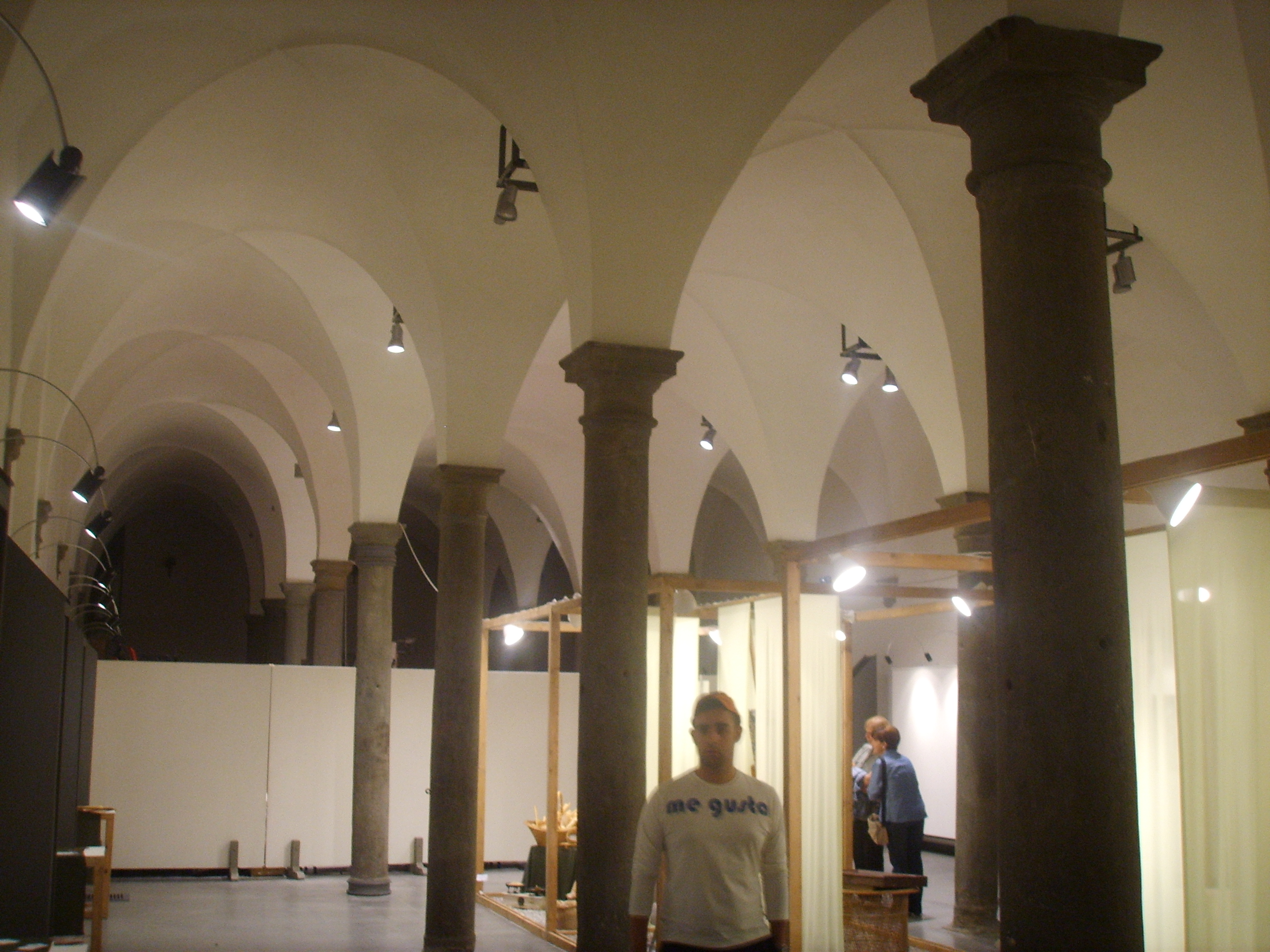
L'ampio interno delle scuderie medicee

Acquistate alla fine degli anni settanta dal Comune di Poggio a Caiano, sono poste subito fuori del muro di cinta della Villa, lungo la strada per Prato. L'edificio è organizzato al piano terra su sei navate voltate a crociera (suddivise in due corsie di tre navate ciascuna) che servivano per la rimessa dei cavalli e dei muli; su un lato, ampi locali per accogliere i cani da caccia; sulla testata sud un ampio locale con volta unghiata, accoglieva le carrozze; al piano primo una lunga galleria centrale, illuminata alle estremità da due ampi finestroni crociati, distribuiva sui due lati gli alloggi per il personale di servizio della Villa. L'edificio ha dimensioni imponenti tali da farlo sembrare una sorta di basilica laica e trascendere la funzione a cui era destinato. Dopo un periodo di abbandono e degrado è oggi in atto un progetto complessivo di recupero e valorizzazione dell'architetto Franco Purini. Attualmente il piano terra, è sede di un centro mostre e congressi, con biblioteca e ufficio informazioni turistiche. Dal 2009 ospita il Museo Ardengo Soffici. In attesa di un completo recupero il piano primo.

## I giardini

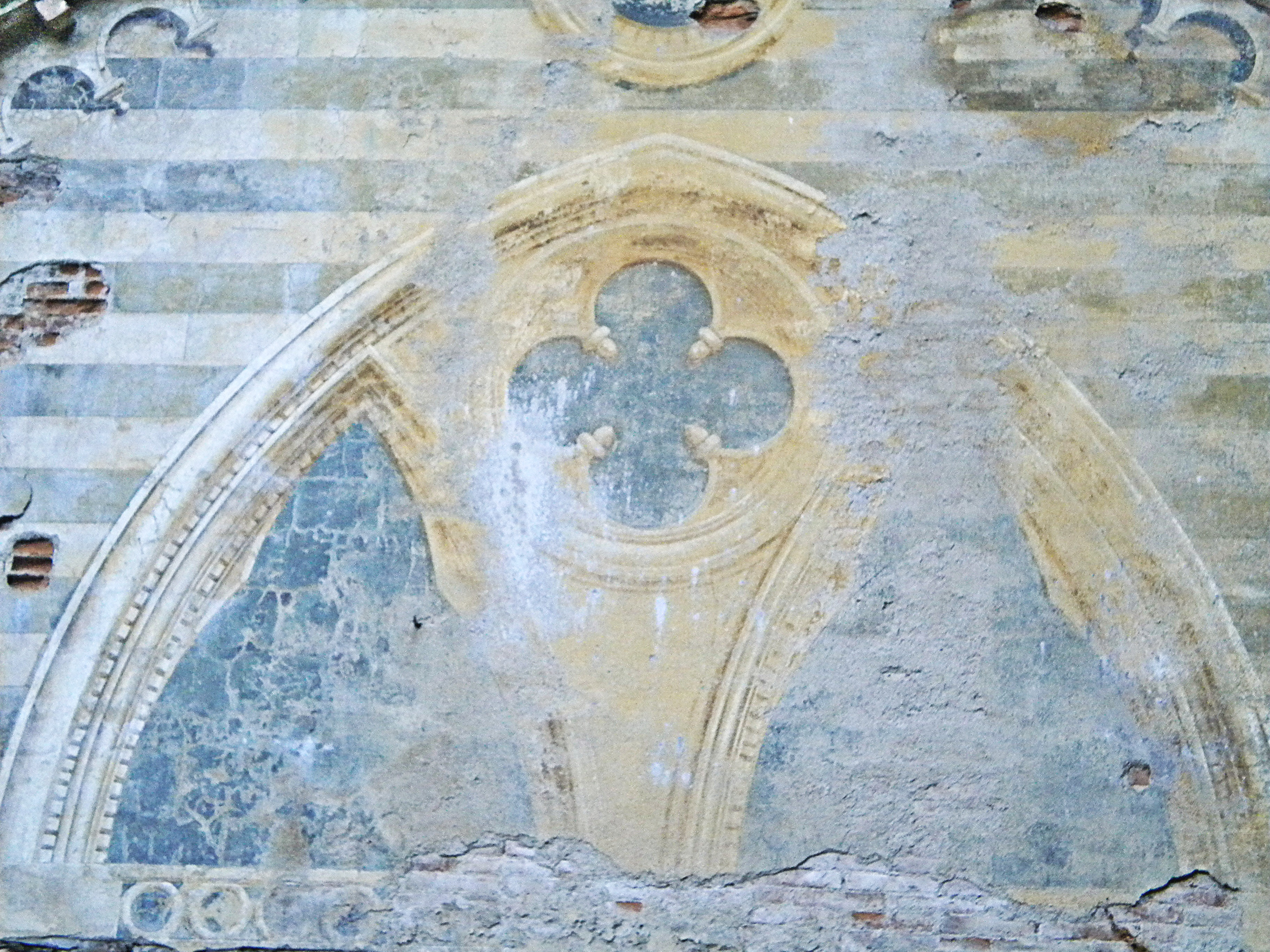
Particolare del Tempio di Diana nel giardino all'inglese

Di grande interesse sono i giardini che circondano la Villa, e la cui attuale sistemazione risale soprattutto all'Ottocento.
Fino al Seicento infatti il giardino della villa era piuttosto semplice se paragonato a quelli di Castello o della Petraia: aree sterrate e aree boschive ordinate, con un giardino all'italiana a destra, privo di decorazioni scultoree, come appare dalla lunetta di Giusto Utens.
Nel Settecento furono risistemate alcune aree del giardino, e in particolare il bosco posteriore dove si praticava la caccia, la cosiddetta fagianaia. Nella zona del giardino all'italiana viene sistemata una fontana al centro al posto di un boschetto di alberi, alimentata da una nuova cisterna idrica.
I giardini furono ridisegnati dopo il 1811, ma senza seguire del tutto l'originario progetto elaborato dall'ingegnere Giuseppe Manetti, su commissione di Elisa Baciocchi. Louis Martin Berthauld nel 1813 annotò la desolazione del piazzale antistante la villa e si propose di rimediare al fatto che i vari luoghi di delizia del parco, che sarebbe vastissimo, sono in realtà isolati gli uni dagli altri: la villa e il bosco retrostante sono attigui, ma il giardino all'italiana è tagliato dalla via per Prato e il Barco mediceo di Bonistallo (da non confondersi con il ben più grande Barco Reale  posto sul crinale del Montalbano), un bosco destinato alla caccia che ancora oggi sale sulla collina antistante la villa verso la chiesa di San Francesco, dalla strada per Pistoia; le Pavoniere, oltre le Cascine e ancora esistenti, sono invece separate dal fiume Ombrone.
Per porre rimedio a questi svantaggi a diverse riprese vennero prese delle iniziative: fu deviata la strada per Prato, abbattuti i numerosi muri che separano le zone della tenuta e unificati in un'unica recinzione, mentre sul piazzale della villa furono realizzati alcuni vialetti serpentini con varia decorazione vegetale; venne raddrizzato il corso dell'Ombrone e realizzato un nuovo ponte in ferro cavalcabile per collegarsi con le Cascine di Tavola e le Pavoniere.
Il parco arrivò così ad acquistare una forma irregolare, che sarà sfruttata nella realizzazione di un giardino all'inglese, con la creazione di un laghetto e di tempio dedicato a Diana e con ulteriori interventi in chiave romantica. Le cucine, la conserva d'acqua e la cappella vennero nascoste da nuovi gruppi di alberi.
Attualmente solo la parte dei giardini che si estende oltre la facciata posteriore della Villa, verso l'Ombrone, si presenta come un giardino all'inglese, con viali ombreggiati ed angoli caratteristici. Sul lato destro della villa essi hanno invece mantenuto l'aspetto di un giardino all'italiana, con una vasca centrale e numerosi vasi di limoni. Il giardino è qui recinto su tre lati e chiuso sul quarto dalla già citata limonaia-stanzone del Poccianti. I giardini sono arricchiti da rare specie vegetali e da alcune statue, come quella in terracotta raffigurante la cattura della ninfa Ambra da parte di Ombrone descritta da Lorenzo de' Medici nel suo poemetto Ambra.

## Mostre
- Nell'estate del 2009 la villa ha accolto le opere di Helene Brandt e Donatella Mei che rendono omaggio a Isabella de' Medici.
- La caccia è il tema della mostra che si è tenuta alla villa dove sono stati esposti una serie di arazzi voluti da Cosimo I de' Medici ed eseguiti da Giovanni Stradano e Francesco Allori. Il centro d'interesse è rappresentato dagli arazzi raffiguranti La caccia all'oca selvatica e La Caccia al cigno.